# Сіді-Сліман
Сіді-Сліман (араб. سيدي سليمان) — місто на північному заході Марокко. Лежить у регіоні Рабат — Сале — Кенітра за 60 км від портового міста Кенітра. Поруч із містом розташована однойменна авіабаза. Населення становить 92 989 мешканців (перепис 2014 року).
Місто лежить на березі річки Уед-Бегт, притоки річки Себу. Поруч із Сіді-Сліманом розташовано чимало великих міст країни: Кенітра, Рабат, Мекнес, Хеміссет тощо. 
Економіка міста ґрунтується на сільському господарстві, а саме:  цитрусових, злакових культур, буряку та різних видів овочей.
У 1970-х років Сіді-Сліман пережив сильний еміграційний рух населення до країн Південної Європи, головним чином до Іспанії та Франції, також до Бельгії. Більша частина емігрантів вирушили до південного заходу Франції, оселившись у містах Бордо,  Тулуза та Монпельє.
| Марокко | Це незавершена стаття з географії Марокко. Ви можете допомогти проєкту, виправивши або дописавши її. |